# Johann Anton André
Johann Anton André   (Offenbach am Main, 6 d'octubre de 1775 - Offenbach am Main, 6 d'abril de 1842) va ser un compositor i editor musical alemany del Període clàssic, més conegut pel seu lloc central en la investigació de Mozart.

## Biografia
Johann Anton André provenia d'una família hugonota protestant-reformada que va emigrar l'any 1699 des de Saint-Gilles prop de Nimes passant per Frankfurt del Main a Offenbach, aleshores la capital del sobirà Principat d'Isenburg-Birstein. L'aleshores regent, el comte Johann Philipp von Isenburg-Birstein, el qual va encoratjar la immigració dels hugonots francesos al seu domini; Sota la seva protecció, l'any 1699 es van fundar una comunitat reformada francesa i la ciutat hugonota de Neu-Isenburg.
L'avi, Marc André (1705–1751), es va casar amb Marie Juliane Pfaltz, filla d'un fabricant de teixits de Mannheim, a Offenbach el 1737 i es va fer ric com a fabricant de seda. El 1774, el fill Johann André (1741–1799) -pare de Johann Anton- va fundar l'editorial Johann André, que encara és de propietat familiar, com a part de l'actual botiga de música André a Offenbach. Johann Anton es va casar amb Catharina Elisabeth Schmaltz (1739–1816), filla del banquer Philipp Lorenz Schmaltz (1694–1770) a Mannheim.
Johann Anton André va néixer com el cinquè fill i el tercer fill varó de la parella. Va passar la major part de la seva joventut a Offenbach, va assistir a l'escola llatina aquí i va rebre lliçons de cant i tocar el piano i el violí del seu pare. De 1787 a 1789 va ser alumne de Ferdinand Fränzl (1767–1833) i durant dos anys més va ser primer violinista de l'orquestra del teatre amb el seu pare Ignaz Fränzl, el violinista i director de la cort de Mannheim. Després d'anar a Mannheim a la tardor de 1789, va tornar a Offenbach el 1790 i va prendre classes de composició el 1790/91 amb Georg Jacob Vollweiler, un professor de música i compositor de Frankfurt del Main, que va viure temporalment a la casa de l'editorial André, a Offenbach. També l'any 1790, com a violinista, es va fer càrrec de "l'arranjament i direcció d'una companyia d'actors fins que es va tancar". El 1796 es va matricular durant un breu temps a la Universitat de Jena i va assistir a conferències, entre altres coses. sobre la teoria de la poesia amb Karl David Ilgen i va assistir a concerts que van tenir lloc a Jena sota la direcció de Carl Stamitz. A causa de la malaltia i la mort del seu pare, va tornar a Offenbach i a partir de 1798 va assumir una responsabilitat creixent i 1799 plena de l'editorial musical del seu pare.
Amb motiu d'un viatge d'art i negocis a Viena el 1799, va adquirir la propietat musical de Mozart de la seva vídua Constanze per 3.150 florins i la va portar de Viena a Offenbach. La col·lecció de més de 270 autògrafs incloïa, entre d'altres, les òperes Les noces de Fígaro i La flauta màgica, diversos quartets i quintets de corda, diversos concerts per a piano i la serenata "Eine kleine Nachtmusik". En les dècades següents, aquesta col·lecció va ser la base de les edicions de Mozart publicades per Johann André, que, tret que hi hagi arranjaments disponibles, es caracteritzen per la seva extrema precisió en comparació amb el manuscrit musical original de Mozart adquirit per André. Aquesta precisió en els originals manuscrits, que ara sovint es perden, és de gran importància per a la recerca musicològica. En total, l'editorial Johann André va publicar 79 primeres edicions de les composicions de Mozart, abans i després de la mort de Johann Anton André. No va ser fins a l'any 1841 que es va publicar el "Directori temàtic dels manuscrits originals de W. A. Mozart, que Hofrath André tenia a Offenbach a. M. posseeix", una mena de precursor del directori a foc lent. Els dies 10 i 16 d'agost de 1854, els autògrafs de Mozart van ser lliurats als set hereus, el fabricant de pianos vienès Johann Baptist Streicher, vidu d'Auguste André, Gustav André, Julius André, August André, Carl August André, Anton André i Jean Baptiste. Andre distribueix.
El 1803 André va rebre el nom del Landgrave Ludwig X. va rebre el diploma de mestre de capella per Hesse-Darmstadt; El 1813 va ser nomenat "Conseller real de la cort príncep d'Isenburg" pel príncep sobirà Carl Ludwig Moritz von Isenburg-Birstein. L'any 1808, André va ser acceptat a l'Associació Francmaçó per la Lògia Francmaçó de Frankfurt "Sòcrates per a la fermesa". Després de fundar la logia d'Offenbach "Carl and Charlotte zur Treue" el 1812, s'hi va incorporar poc temps després.
El 1811, Johann Anton André va visitar Alois Senefelder a Munic i es va assabentar del seu treball en un treball complet sobre la litografia que havia desenvolupat. Tanmateix, la publicació prevista del llibre d'Andrés Verlag va fracassar perquè els costos eren massa elevats. El "Llibre de text complet d'impressió de pedra" només va aparèixer a Munic i Viena el 1818. El 1813, després que Offenbach fos ocupada pels prussians, esdevingué el principal plenipotenciari del comitè que organitzava el Landsturm; De 1826 a 1829 va ser un ancià de la comunitat reformada francesa. Escollit membre de la 2a Cambra dels Estats del Gran Ducat de Hesse el 1826, Johann Anton André va participar en les seves deliberacions el 1828, 1829 i 1830. L'any 1827, la ciutat de Berna li va atorgar el diploma de ciutadà casat després que dirigís l'"Oració del Senyor de la francmaçó" de Klopstock, una composició original.
El 1799, Johann Anton André va conèixer a Munic el músic de la cort Franz Gleißner, que va organitzar la finca de Mozart, i Alois Senefelder, l'inventor de la litografia. André va adquirir els drets del nou procés d'impressió per contracte. El nou mètode de producció es va utilitzar per primera vegada comercialment a Offenbach -per Senefelder i els seus col·legues- per a la producció de partitures i els concerts per a piano de Mozart van ser les primeres impressions litogràfiques de partitures a partir de 1800.

## Família

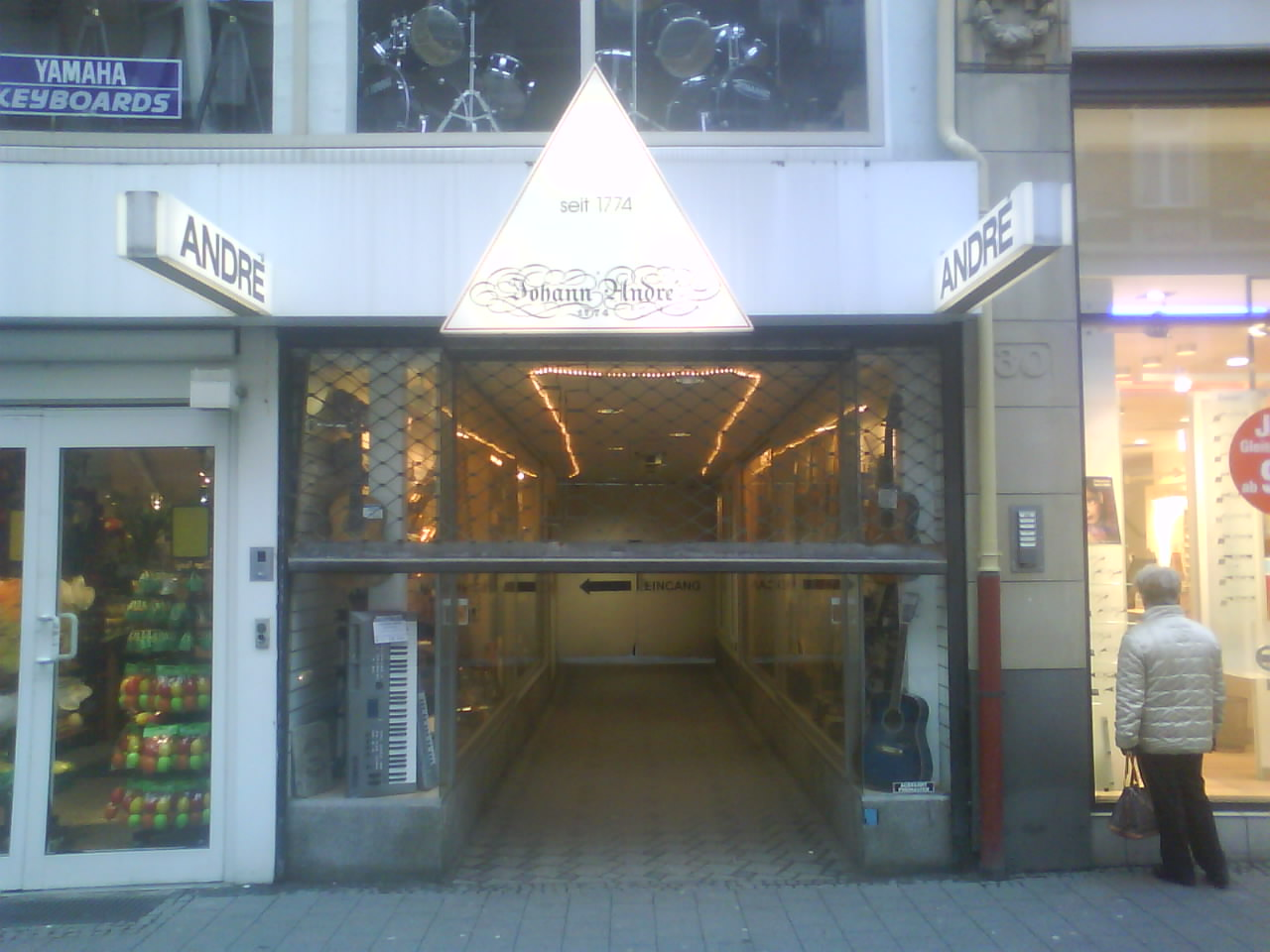
Botiga André a Offenbach

El 10 de setembre de 1801, Johann André es va casar amb Marie Juliane (Julienne), la filla del director general de loteria de Darmstadt Ernst Friedrich Hegar i la seva dona Anna Elisabeth, de soltera Kleinschmidt, a Darmstadt. Dels 15 fills d'aquest matrimoni, vuit van sobreviure al seu pare. S'esmenten: Karl August André (1806–1887), el 1835 es va fer càrrec de la sucursal de la botiga de música de Frankfurt am Main que el seu pare havia fundat el 1828 i va dirigir la fàbrica de pianos, Julius André (1808–1880), organista, pianista i compositor d'orgues, Johann August André (1817–1887, pare de Karl André (1853–1914) i Adolf André (1855–1910), hereus de l'editorial reunida), editor de música, Jean Baptiste André (1803–1882), compositor (especialment cançons) i director musical de la Cort ducal a Ballenstedt, Gustav André (dates de vida desconegudes), editor de música, Anton André (dates de vida desconegudes) i la filla Auguste († 1847), que va ser la seva primera esposa i es va casar amb el fabricant de pianos Johann Baptist Streicher a Viena.

## Després dels efectes
A causa de les contribucions de Johann Anton André a la recepció de l'obra de Mozart, per exemple la primera catalogació de la finca realitzada pel col·lega d'André, Heinrich Henkel (com a base per al posterior directori de Kochen), la ciutat d'Offenbach am Main va ser acceptada a la graella. -Associació europea European Mozart Paths de cara a l'Any Mozart 2006, que va iniciar una sèrie d'investigacions a Offenbach am Main per tal de documentar la importància musicològica històrica de la ciutat a nivell europeu. Una base important per a aquesta recerca és l'arxiu històric de l'editorial Johann André, que ja no conté els manuscrits originals, però sí, per exemple, les primeres edicions impreses basades en aquests manuscrits. També hi ha exposicions sobre la vida i l'obra de Johann Anton André a la Casa de la Història de la Ciutat d'Offenbach am Main.

## Retrats
- (1) Retrat en els anys més joves; Retrat de mig cos a l'esquerra, gravat en placa de coure de Johann Heinrich Lips segons de Georg Oswald May; núm. A361
- (2) Retrat d'una edat més gran, amb gorra, litografia, imprès per Joh André; núm. 362;
- (3) Retrat amb calavera i braços creuats, gravat en coure, imprès per André, Offenbach a. M.; núm. A363;

a: Peter Motzfeld (arr.): La col·lecció de retrats de la Biblioteca Herzog August Wolfenbüttel. Descripcions biogràfiques i bibliogràfiques amb registre d'artista I A–Bra. K. G. Saur, Munic 1996, pàg. 46/47.

## Treball
| « | A. André's, Gran Ducal Hessian Capellmeister i Princely Isenburg Real Hofrath, llibre de text sobre l'art de l'ambientació musical. Primer volum, que conté l'ensenyament de la formació dels acords, i el seu tractament 2n, 3r, 4t i polifònic de modulació i evitació en totes les tonalitats majors i menors i el coral (…). Editorial de la botiga de música de Johann André, Offenbach a. M. 1832. [Imprimeix] Frankfurt a. M., André'sche Druckerey. - 2n volum, 1r subvolum: La teoria del contrapunt simple i doble i la seva aplicació a 2-, 3-, 4- i més. Sents, Offenbach a. M. 1835; 2n volum: Doctrina de la imitació i d. 2, 3, 4 i més. Cànons juntament amb un apèndix corresponent, Offenbach a. M. 1838. | » |

Ja abans de 1892, és a dir, abans d'aprendre l'art de posar música, però també després, Andrée va compondre nombroses sonates i sonatines, simfonies, oratoris així com cançons i cantates, algunes de les quals només es van publicar després de la seva mort, algunes de nou en més vegades recents, incloent peces per al “Concert dels amants d'Offenbach”, dues òperes: Les dones de Weinsberg i Rinaldo i Alcina, “Proverbis per a 4 veus cantant”, Concert per a oboè op. 8, Concert per a flauta op. 10, “La pau de Tuiscons” (Cantata), doble concert per a violí i violoncel, quartets de violí, fantasia d'orgue, fuga a quatre mans, sonata a quatre mans op 12, doble concert per a 2 trompes (amb Dornäus), simfonies per la celebració de la pau 4, 5 i 6, "Te deum laudamus, l'exèrcit victoriós d'Alemanya dedicat", op. 18, 1814, simfonia op. 25, 1810, misses, altres concerts instrumentals així com música de cambra i piano. També va publicar obres d'altres compositors, com les de l'esmentat W. A. Mozart -ara també utilitzant la tècnica litogràfica adoptada de Senefelder:
| « | Recueil de Cantiques pour le culte public & particulier. de l'inprimerie lithographique de J. André à Offenbach s/m 1817 (salms i cantates per al seu ús a la comunitat francesa reformada de Frankfurt a. M., publicat per Charles Louis Brede, Offenbach a. M. 1787). | » |

Georg Joseph Vogler: El salm 132 (..) per a 4 veus masculines, amb (…) acompanyament de piano fort musicat per l'abat Vogler. Puntuació. Andre, Offenbach a. M. 1817.